# Live at Red Rocks: Under a Blood Red Sky
Live at Red Rocks: Under a Blood Red Sky è il primo video concerto degli U2 uscito nel 1984 un anno dopo l'album live Under a Blood Red Sky. È la registrazione filmata della loro esibizione del 5 giugno 1983 al Red Rocks Amphitheatre di Morrison, nelle vicinanze di Denver, in Colorado durante il War Tour.

## Contenuto
Laddove l'edizione del 1984 si limitava a documentare solamente 12 canzoni, nel settembre del 2008 venne pubblicata ufficialmente in DVD l'edizione estesa del concerto, con la sola eccezione di I Fall Down, tralasciata a causa di un malfunzionamento delle videocamere all'epoca della registrazione, che ne rese impossibile la ripresa.
Ulteriori porzioni della performance furono scartate per l'edizione in DVD: la citazione di Let's Twist Again in Two Hearts Beat as One, e quella di Send in the Clowns (composizione resa celebre da Judy Collins) in The Electric Co.. Inoltre quest'ultimo brano, nella sua porzione finale, venne eseguito da Bono dalla cima della copertura laterale del palcoscenico, con in mano la bandiera bianca già comparsa durante Sunday Bloody Sunday. Nel montaggio del 2008 invece questa parte, presente nell'originaria versione in VHS, è stata sostituita da riprese che mostrano il resto del gruppo, e l'assenza del cantante è compensata solo dalla sua voce udibile nel sonoro.
Queste omissioni sono state probabilmente determinate da questioni di diritti d'autore.

## Tracce

### Edizione 1984
1. Surrender
2. Seconds
3. Sunday Bloody Sunday
4. October
5. New Year's Day
6. I Threw a Brick
7. A Day Without Me
8. Gloria
9. Party Girl
10. 11 O'Clock Tick Tock
11. I Will Follow
12. 40

### Edizione 2008
1. Out of Control
2. Twilight
3. An Cat Dubh / Into the Heart
4. Surrender
5. Two Hearts Beat as One
6. Seconds
7. Sunday Bloody Sunday
8. Cry / The Electric Co.
9. October
10. New Year's Day
11. I Threw a Brick Through a Window
12. A Day Without Me
13. Gloria
14. Party Girl
15. 11 O'Clock Tick Tock
16. I Will Follow
17. 40

## Musicisti
- Bono - voce solista, chitarra (A Day Without Me)
- The Edge - chitarra, cori, pianoforte (October e New Year's Day), lap steel guitar (Surrender), basso ("40"), seconda voce (Seconds)
- Adam Clayton - basso, chitarra ("40"), cori
- Larry Mullen Jr. - batteria, cori